# Viking Press
Viking Press es un editorial estadounidense actualmente parte de Penguin Books. Fue fundada en la ciudad de Nueva York el 1 de marzo de 1931 por Harold K. Guinzburg y George S. Oppenheim. El nombre comercial y el logo (un barco vikingo dibujado por Rockwell Kent) pretendían evocar las ideas de exploración e iniciativa que implicaba la palabra "vikingo".
En esta casa han publicado autores muy prominentes de ficción y no ficción. Entre los autores que han publicado en Viking se encuentran cinco Premios Nobel de Literatura y un Premio Nobel de la Paz. Sus libros han sido galardonados con numerosos Premios Pulitzer, National Book Awards y otros prestigiosos premios literarios.